# Jérôme Pineau
Jérôme Pineau (Mont-Saint-Aignan, 2 gennaio 1980) è un dirigente sportivo ed ex ciclista su strada francese. Professionista dal 2002 al 2015, aveva caratteristiche di passista veloce. Dal 2018 al 2022 è stato general manager del team B&B Hotels-KTM (già Vital Concept).

## Carriera
Dopo due stagioni tra i dilettanti con la Vendée U, Pineau passa professionista nel 2002 a 22 anni con il team vandeano Bonjour: rimane in questa squadra, sotto la direzione di Jean-René Bernaudeau, fino al 2008, nonostante i cambi di sponsor. Gradualmente dimostra di essere un corridore veloce, capace anche di anticipare gli sprint del gruppo; tra le vittorie ottenute in questo periodo spiccano la Clásica de Almería e la Parigi-Bourges nel 2004.
Nel 2009 lascia la Bouygues Télécom, già Bonjour, e si trasferisce alla squadra belga Quick Step. Il 13 maggio 2010 si aggiudica la quinta tappa del Giro d'Italia, quella con partenza da Novara e arrivo a Novi Ligure, mentre l'anno dopo fa suo il Grote Prijs Jef Scherens.

## Palmarès

### Strada
- 2001 (Dilettanti)

1ª tappa Ronde de l'Isard (Pamiers > Pamiers)
Parigi-Mantes
- 2002 (Bonjour, una vittoria)

Classifica generale Tour de Normandie
- 2003 (Brioches La Boulangère, due vittorie)

La Poly Normande
1ª tappa Tour de l'Ain (Lagnieu > Saint-Vulbas)
- 2004 (Brioches La Boulangère, quattro vittorie)

Clásica de Almería
2ª tappa Tour de l'Ain (Miribel > Bourg-en-Bresse)
Classifica generale Tour de l'Ain
Parigi-Bourges
- 2010 (Quickstep - Innergetic, una vittoria)

5ª tappa Giro d'Italia (Novara > Novi Ligure)
- 2011 (Quickstep Cycling Team, una vittoria)

Grote Prijs Jef Scherens

#### Altri successi
- 2004 (Brioches La Boulangère)

Criterium Lamballe
- 2008 (Bouygues Telecom)

Classifica generale Coppa di Francia
- 2009 (Quickstep - Innergetic)

Classifica scalatori Tour du Poitou-Charentes

### Ciclocross
- 2014

Palluau
Vigneux-de-Bretagne

## Piazzamenti

### Grandi Giri
- Giro d'Italia

2010: 58º
2011: 83º
2013: 123º
2015: ritirato (18ª tappa)
- Tour de France

2002: 87º
2003: 71º
2004: 27º
2005: 43º
2006: 79º
2007: 66º
2008: 36º
2009: 84º
2010: 63º
2011: 53º
2012: 112º
2013: 159º
2014: 58º
- Vuelta a España

2006: ritirato (11ª tappa)

### Classiche monumento
- Milano-Sanremo

2004: 60º
2005: ritirato
2007: 59º
2009: 48º
2010: 71º
2011: 84º
2012: 48º
2015: 76º
- Giro delle Fiandre

2006: 72º
2014: 76º
- Parigi-Roubaix

2014: ritirato
2015: ritirato
- Liegi-Bastogne-Liegi

2002: ritirato
2003: ritirato
2004: 45º
2005: ritirato
2006: 95º
2007: 10º
2008: 34º
2009: 13º
2010: 46º
2011: 20º
2012: ritirato
2013: 27º
2014: ritirato
- Giro di Lombardia

2012: ritirato
2014: ritirato

### Competizioni mondiali
- Campionati del mondo

Lisbona 2001 - In linea Under-23: 50º
Verona 2004 - In linea Elite: 31º
Varese 2008 - In linea Elite: 19º
- Giochi olimpici

Pechino 2008 - In linea: 13º

### Competizioni europee
- Campionati europei

Kielce 2000 - In linea Under-23: 20º
Apremont 2001 - In linea Under-23: 25º